# Финстергрюн
Финстергрюн (нем. Burg Finstergrün) —  замок в муниципалитете Рамингштайн, в округе Тамсвег, в федеральной земле Зальцбург, Австрия. Замок является одной из главных достопримечательностей региона. В настоящее время здесь располагается детско-юношеский центр досуга и молодежное общежитие. Владелец комплекса — Евангелическое молодежное общество Австрии (EJÖ). По своему типу относится к замкам на вершине.

## Расположение и описание
Замок является одним из символов муниципалитета Рамингштайн. Комплекс построен на крутом скалистом выступе на высоте 970 метров над уровнем моря. Крепость находилась в стратегически важной точке и позволяла контролировать окружающую долину. Из замка открывается уникальный вид на окрестности. В прежние времена отсюда были хорошо видны другие замки региона. 
Финстергрюн состоит из двух частей. Старый замок (Альтбург) сохранился только в виде руин. Считается, что его возвели в XII веке. В ту эпоху это было пограничное укрепление в стратегически важном месте. К Старому замку примыкает Новый замок (Нойбург), основная часть которого была построена к 1908 году. Однако внешне этот комплекс выглядит как настоящий средневековый замок. Он создавался в полном соответствии с традициями крепостного строительства XIII века. Обе части комплекса образуют гармоничное целое.

## История

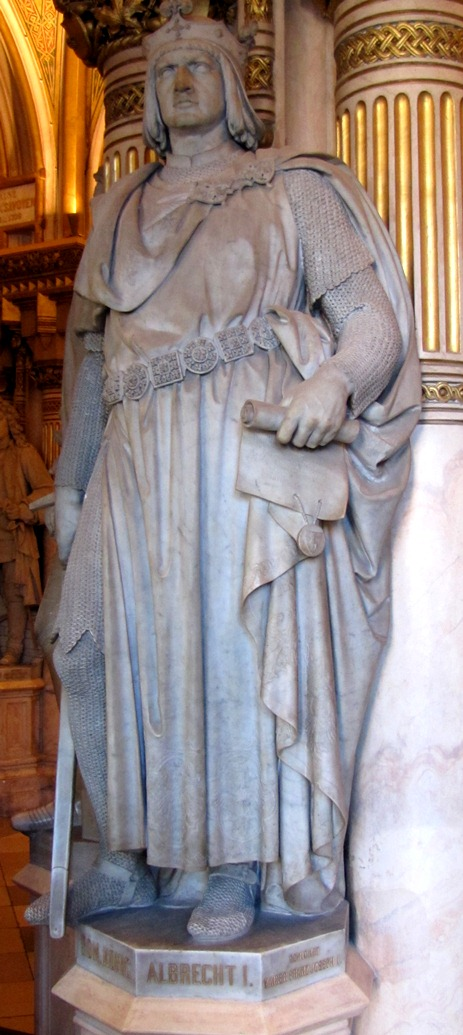
Герцог Альбрехт I

### Ранний период
Определить точную дату постройки ранних каменных укреплений на данном месте затруднительно. Надёжных письменных источников не имеется. Старый замок Финстергрюн впервые упоминается в документе 1300 года. Тем не менее, есть косвенные свидетельства о существовании крепости на это месте в гораздо более раннюю эпоху. В документах 1138 года упоминается имя Вильгельма фон Раменштайна. Однако нет надёжного доказательства, что он был владельцем земель Рамингштайн-им-Лунгау. Есть и другие области с очень похожим названием.
В ходе войны между архиепископами Рудольфом фон Хоэнеггом и Конрадом IV фон Фонсдорфом с одной стороны и герцогом Австрии Альбрехтом I замок, вероятно, перешёл под контроль Рудольфа фон Фонсдорфа. Этот дворянин был братом Конрада. Позже архиепископ выкупил замок для себя. В 1324 году архиепископ Фридрих III фон Лайбнитц решил компенсировать братьям Ульриху и Генриху фон Вайсориах ущерб, понесенный ими во время службы при дворе иерарха. Архиепископа передал братьям в управление Финстергрюн, а также крепости Рамингштайн и Бургутом. Позднее замок вновь вернулся в состав владений архиепископа. Им управляли назначенным им кастеляне. 
С 1429 по 1557 год должность управляющего замком занимали исключительно члены семьи Моосхам. Со второй половины XVII века смотрителями замка оказались дворяне фон Куэнбург. Они даже получали специальные дотации от придворной палаты принца-архиепископа на сохранение замка и моста Рамингштайн в исправном состоянии. Этот договор соблюдался сторонами более двух веков: между 1558 и 1779 годами.

### XVII–XIX века
Долгое время замок Финстергрюн был известен под названием «Крепость Рамингштайн». Название «Финстергрюн» впервые встречается только в XVII веке. К тому времени замок уже серьёзно обветшал и утратил прежнее знамение. Название произошло не от темно-зелёного цвета стен, а от одноимённого глубокого ущелья, расположенного рядом. 
В 1672 году замок был передан придворному архитектору Иоганну Паулю Васнерому. В договоре дарения помимо прочего на него возлагалась обязанность следить за тем, чтобы бродяги не располагались внутри на ночлег. 
К началу XVIII века замок пребывал в самом плачевном состоянии. В 1735 году была составлена смета на ремонт. Сумма оказалась столь высока, что владельцы даже рассматривали вариант продажи крепости на стройматериалы. То есть ― превращение Финтергрюна в своеобразную каменоломню, в которой окрестные крестьяне могли бы покупать камни и балки для возведения своих построек. Но решение оказалось отложено, так как главная башня замка к тому времени давно использовалась как зернохранилище. 
В 1775 году здесь проживали несколько семей и располагались княжеские склады и конюшни. В конце концов замок выставили на аукцион. Единственным участником торгов стал дворянин Йозеф Рюф. Ранее он уже арендовал Финстергрюн под свои нужды. В 1796 году после смерти Йозева ему последовали его сын Георг. В 1837 году новым собственником стал уже внук Йозефа, также носивший имя Георг. В 1848 году он скончался. Собственность перешла к его вдове Марии, урожденной фон Тафнер. В 1849 году владелицей замка оказалась Ева Мария фон Кершхакл, а в 1865-м — её брат Йозеф фон Кершхакл. Наконец в 1894 году собственницей комплекса стала Элизабет фон Лерхнер.
Ешё в 1841 году в селении Рамингштайн произошёл крупный лесной пожар. Он не только нанёс серьезный ущерб деревне, но и привёл к тому, что сгорели деревянные сооружения вокруг и внутри замка. В результате Финстергрюн превратился в руины.

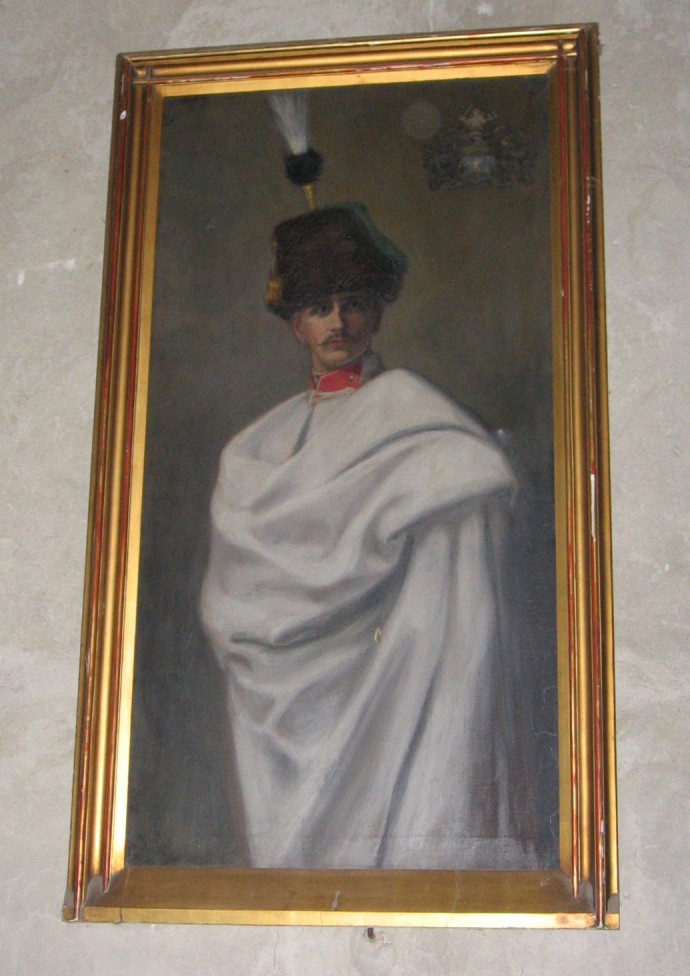
Граф Шандор Сапари

### XX век
В 1899 году императорский камергер, а также важный сановник венгерского королевства граф Шандор Сапари (портрет которого до сих пор украшает Рыцарский зал Нового замка), купил обугленные руины. По его распоряжению начались масштабные восстановительные работы. Уже к 1901 году на развалинах прежней крепости появилось новое здание в стиле XIII века. Причём при строительстве использовались те же материалы, что и в Средние века. Восстановление главной башни ([[бергфрид]а]) было завершено в 1903 году. После скоропостижной смерти Сапари в 1904 году все работы не прекратились. Вдова графа Маргита Сапари, урождённая графиня Хенкель фон Доннерсмарк, повелела продолжить реставрационные работы. 
Около 1908 года замковый комплекс приобрёл свой нынешний вид. Однако работы по отделке интерьеров так и не были завершены. Более того, планы графской семьи о создании роскошно отделанных помещений внутри комплекса так и не были полностью реализованы. Все работы прекратились в 1914 году после начала Первой мировой войны. К тому времени в замке находилась большая коллекция различных исторических предметов интерьера.

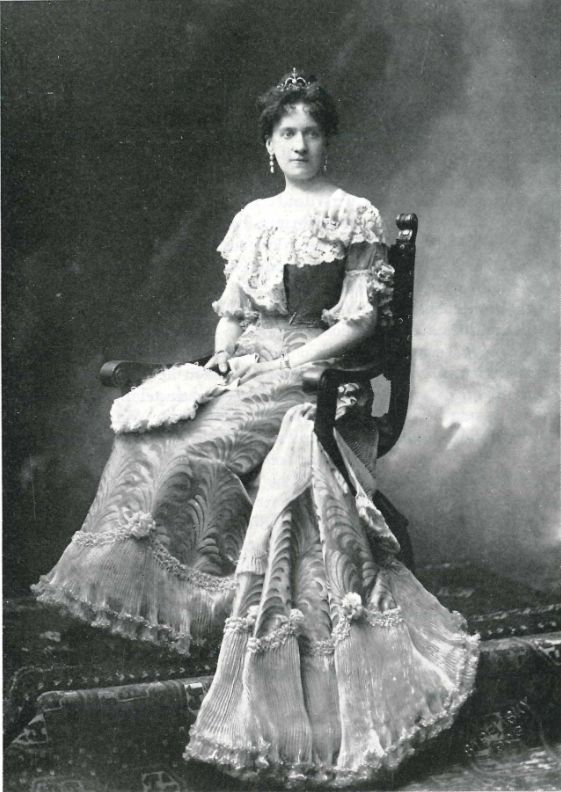
Графиня Маргит Сапари

В конце 1920-х и начале 1930-х годов графиня Маргит Сапари пыталась превратить замок в своеобразный аристократический салон. Он приглашала в Финстергрюн многих влиятельных гостей. В числе прочих здесь бывали будущих канцлеры Рудольф Рамек и Курт Шушниг. Замок стал известен во всей Европе. Сюда стремились попасть многие путешественники-аристократы. В том числе из Великобритании. Многих из них влекли истории о призраках замка. Для таких гостей устраивали специальные экскурсии с с факелами и фонарями по подземельям. Причём владельцы замка, для поддержания имиджа «истинной старины» сознательно не проводили в комплексе электрификацию.
Несмотря на популярность замка, его собственники в 1930-е годы столкнулись с серьезными финансовыми трудностями. Не только на реконструкцию, но даже на поддержание комплекса в приличествующем состоянии катастрофически не хватало средств. Начавшаяся Вторая мировая война усугубила ситуацию. Значительную часть ценных предметов пришлось продать в Мюнхене с аукциона. 
В 1942 году замок по договору аренды перешёл в ведение Министерства науки, просвещения и народного просвещения Третьего Рейха. Это ведомство, помимо прочего, проводило в комплексе семинары для учителей. Маргит Графиня Сапари скончалась в 1943 году в доме недалеко от замка. Вопрос о законном наследовании собственности оставался в то время неясным.
В 1945 году в конце Второй мировой войны замок короткое время служил военным госпиталем. В том же году Финстергрюн официально был признан собственностью двух дочерей графини, Белы и Йоланты.

### После 1945 года
С 1946 по 1949 год замок использовался как место собраний скаутов. А с 1949 года часть помещений комплекса Финстергрюн стала арендовать Евангелическая молодежная организация Австрии (EJÖ). В последующие годы здесь регулярно устраивались летние лагеря для детей и молодежи, а также проводились семинары для учителей и другие мероприятия. В 1972 году замок был приобретён в полную собственность организациb EJÖ.
Начиная с 1949 года внутри замка стали возводить жилые здания для размещения гостей. С 1972 года этот процесс резко активизировался. Появились крупные корпуса, где могли проживать сотни человек. Территория рядом с замком была выровнена, чтобы иметь возможность построить на этом месте площадки для занятий спортом, игр, разведения костров и т.п. Также к Финстергрюну провели хорошую автомобильную дорогу. Для комфортного проживания комплекс полностью электрифицировали, обеспечили водопроводом и паровым отоплением. В 1981 году в качестве талисмана и логотипа был придуман  «Финстерлинг», добрый дух замка.
В 1986 году во время сильного пожара сгорела крыша главной башни. Благодаря системе пожарной сигнализации и быстрому прибытию пожарной команды других серьёзных повреждений удалось избежать. Крышу оперативно восстановили.
Осенью 1989 года была достигнута договорённость о том, что местные власти будут принимать участие в финансировании программ по размещению и обучению молодёжи на территории замка. Таким образом, замок остался во владении и под опекой EJÖ, но различные ремонтные работы осуществлялись за счёт муниципалитета.

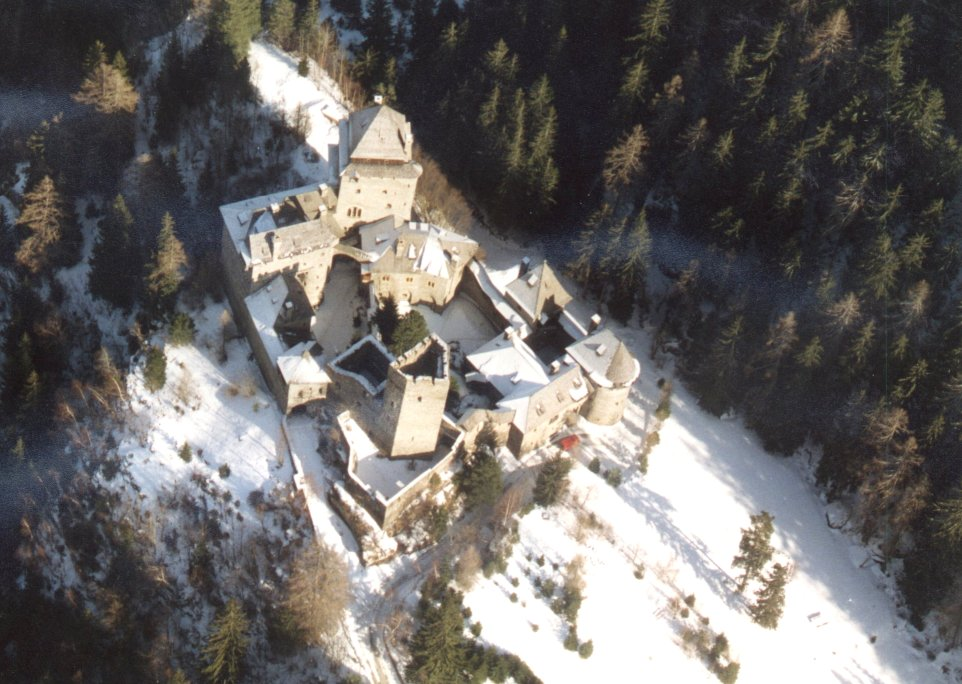
Вид замка с высоты птичьего полёта

### XXI век
В мае 2001 года была завершена масштабная реконструкция комплекса. Была введена в эксплуатацию современная система отопления. Тогда же под влиянием экологов началась кампания «Дерево вместо стали». Её целью стала замена всех старых металлических кроватей в замке на новые деревянные. Средства на это собирали с помощью пожертвований.
В 2002 году в замок переехал доспех «Эгон маркграф Мурауш». С тех пор латные доспехи из миланской мастерской с филигранной чеканкой в стиле XV века украшают добротно отремонтированный Рыцарский зал. Зимой 2006/2007 годов начались капитальные ремонтные работы внутри комплекса. 

## Современное использование
В замке ежегодно проводятся фестивали под названием «Друзья замка», куда приглашают известных и влиятельных гостей со всей Европы. Как правило торжества проводят в выходные дни в сентябре. По договорённости с администрацией в замке можно провести свадебную церемонию. Для этого в распоряжение молодожёнов и их гостей предоставят часовню и рыцарский зал. С 2004 года замок официально является филиалом ЗАГСа поселения Рамингштайн. 

## В массовой культуре
- В середине 1970-х замок Финстергрюн был местом действия эпизода сериала «Ким & Ко[нем.]» (Эпизод 24: «У вас когда-нибудь был серебряный глаз?»). При этом в сериале замком именовался Рауэнштайн.
- Известный австрийский актёр Адриан Хофен[нем.] сыграл хозяина трактира в фильме «Путеводитель по замку».
- В период с 2007 по 2012 год замок был съёмочной площадкой для фильмов-сказок из немецко-австрийской серии фильмов для детей. Программа финансировалась немецкой телекомпанией ZDF. Всего было снято четыре части: «Румпельштильцхен[нем.]» (2007 год), «Спящая красавица[нем.]» (2008 год), «Айзенханс[нем.]» (2011 год) и «Красавица и чудовище[нем.]» (2012 год).
- В 2006 года в Финстергрюне велись съёмки одной из частей цикла «Рыцари и замки».

## Галерея

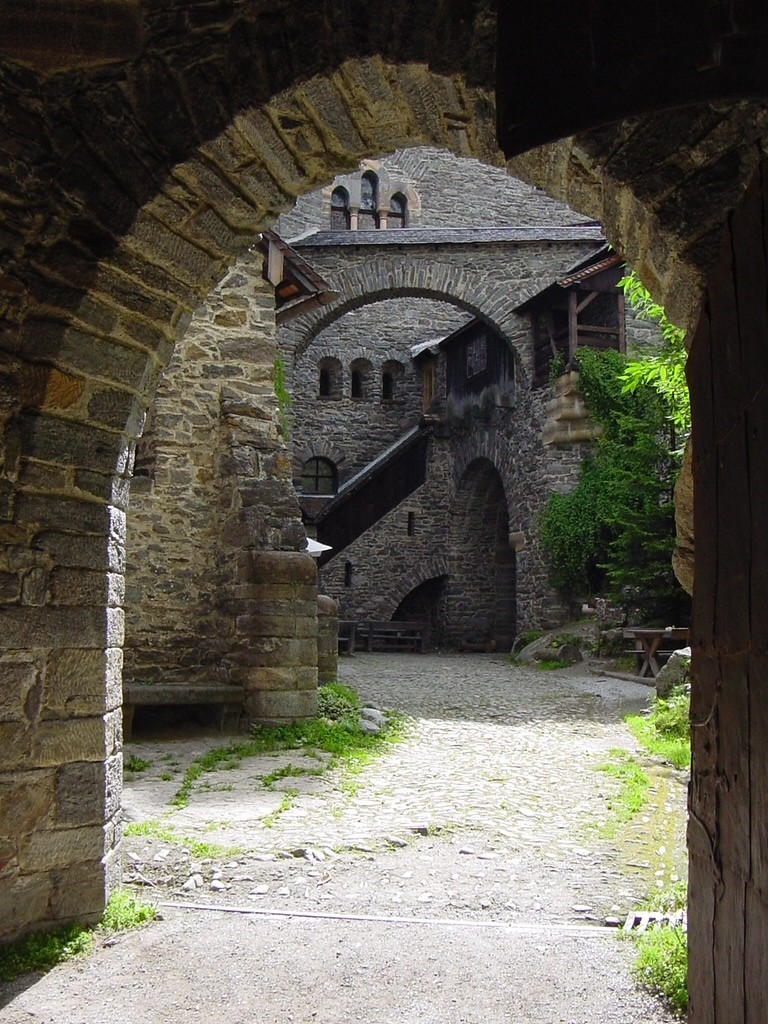
Ворота, ведущие внутрь замка
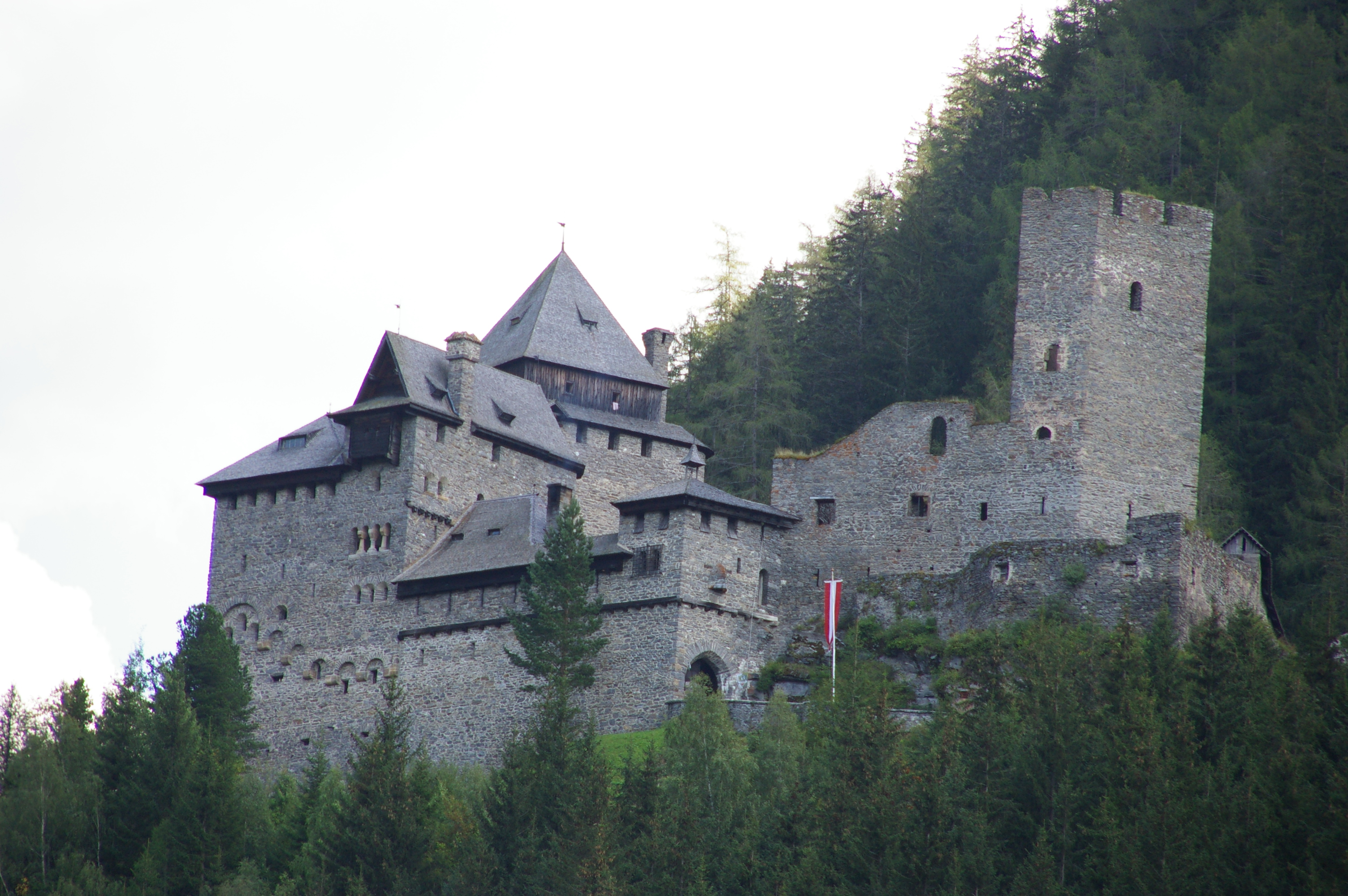
Вид замка c западной стороны
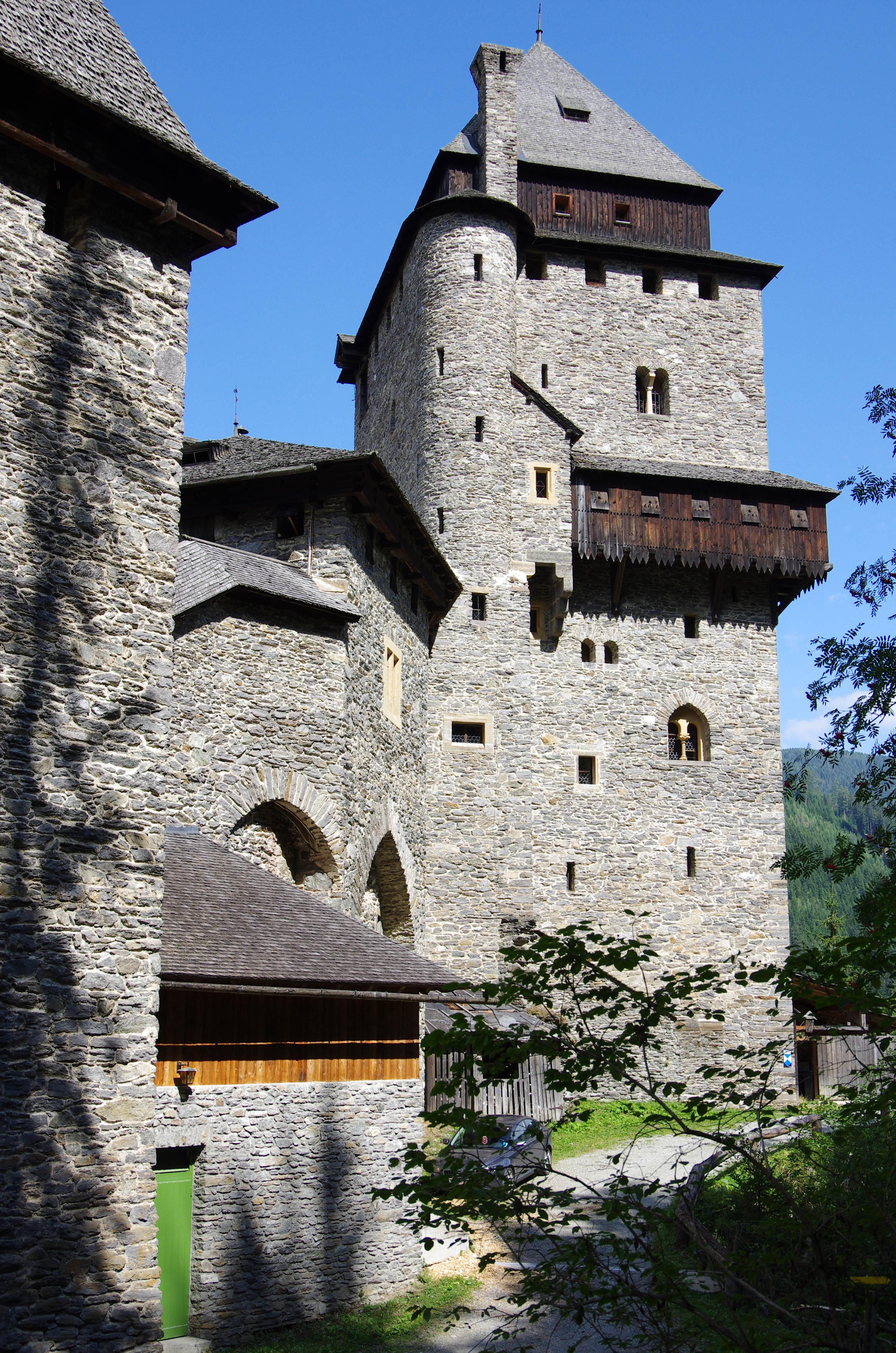
Внутренний двор замка
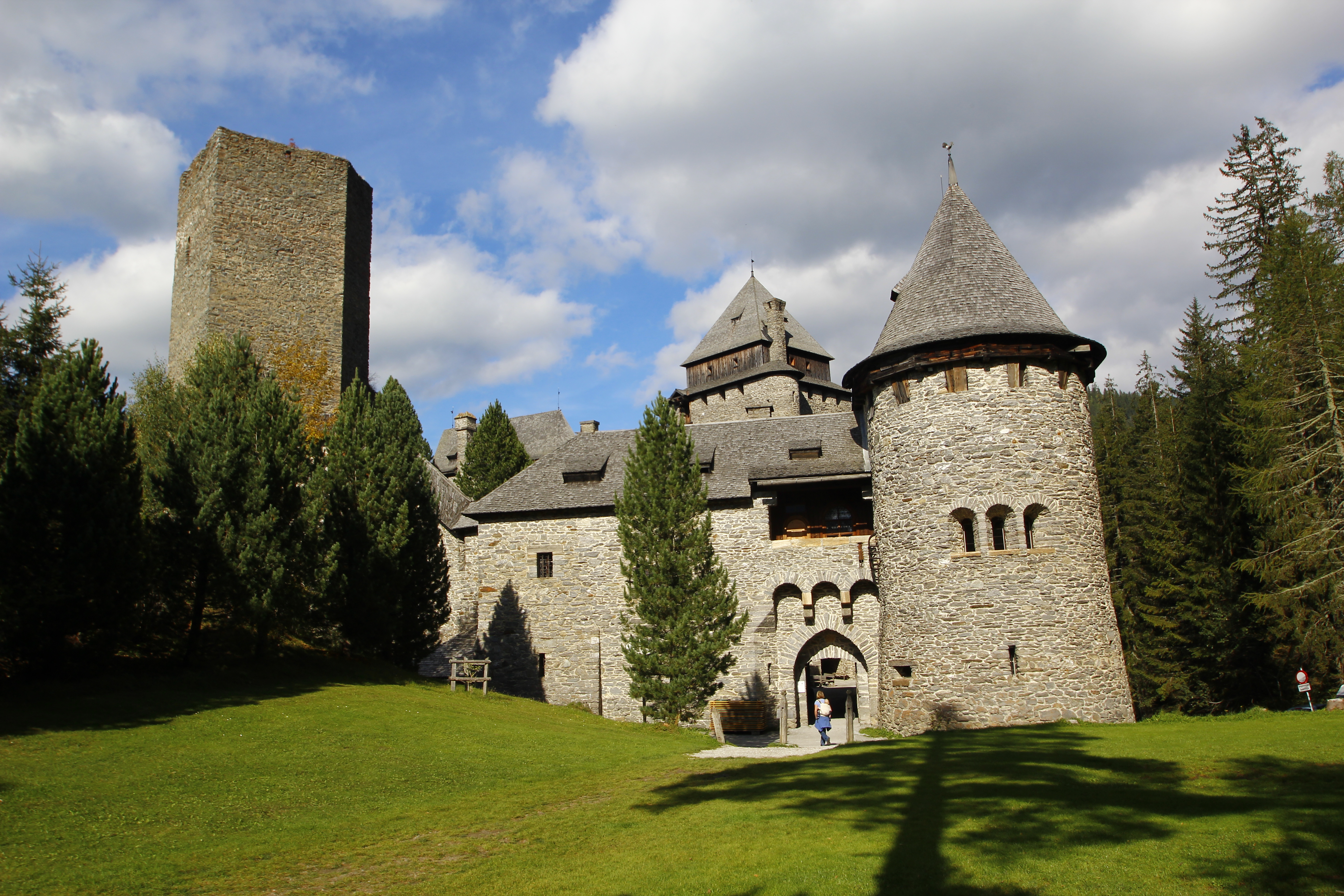
Замок и главные ворота
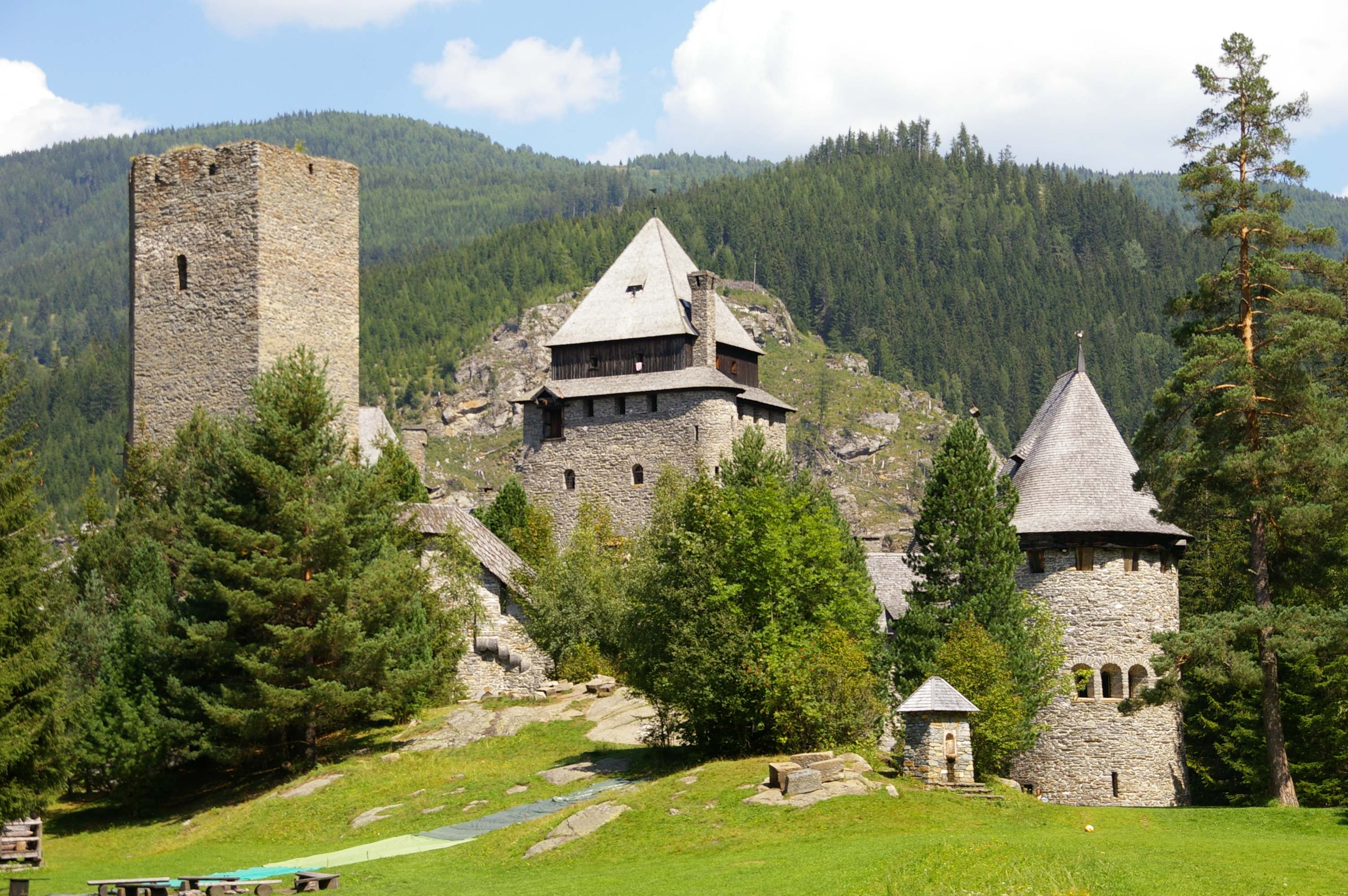
Главные башни замка